# SCARS
〈SCARS〉는 엑스 재팬의 16번째의 싱글이다. 1996년 11월 18일에 발매되었다. 히데가 사망한 1998년에 앨범 재킷을 바꿔 재발매되었다.

## 설명
히데가 마지막으로 엑스 재팬에서 작곡한 싱글이다. 1994년 도쿄 돔 콘서트에서 처음 〈SCARS ON MELODY〉라는 이름으로 연주되었다.
SCARS는 총 3가지 버전으로 발매되었다.
1. Dahlia Album Version - Original
2. Concert Ver - 음반 버전과 같지만 히데의 나레이션 부분이 앞에 존재한다. (1996년 Dahlia Tour에서 첫 선을 보임)
3. Trance X 수록 버전

## 수록곡
1. SCARS (작사·작곡: HIDE 편곡: X JAPAN)
2. White Poem I (M.T.A. Mix) (작사·작곡: YOSHIKI)